# Karibské Nizozemsko
Karibské Nizozemsko (nizozemsky Caribisch Nederland, v papiamentu Hulanda Karibe) je souhrnné pojmenování pro 3 ostrovy v Karibiku, které mají status „speciálních municipalit Nizozemska“  (možný též český výraz „zvláštní správní obvod“, nizozemsky „bijzondere gemeenten“). Jedná se o ostrovy Bonaire, Svatý Eustach a Saba. Bonaire se nachází v blízkosti ostrovů Aruba a Curaçao při venezuelském pobřeží, zatímco Saba a Svatý Eustach náleží do skupiny tzv. Závětrných ostrovů.

## Historie
Karibské Nizozemsko vzniklo 10. října 2010, kdy zanikly Nizozemské Antily  a tyto 3 ostrovy získaly nové postavení v rámci Nizozemska. Za zdravotnictví, dopravní infrastrukturu, imigrační politiku, daňový systém, policii, vzdělávací a sociální systém je zodpovědná Národní kancelář pro Karibské Nizozemsko (nizozemsky Rijksdienst Caribisch Nederland) .
Až do svého zániku měly Nizozemské Antily ve vztahu k Evropské unii postavení „Zámořské země a území“ . I přesto, že Bonaire, Saba a Svatý Eustach jsou od října 2010 integrální součástí Nizozemska, status Zámořské země či území jim stále zůstává.

## Symboly
Karibské Nizozemsko, závislé území Nizozemského království, užívá pouze nizozemské symboly. Jednotlivé ostrovy ale užívají i své vlastní symboly (vlajky, znaky a hymny).

## Geografie
| Ostrov        | Hlavní město | Rozloha | Počet obyvatel (rok 2019) | Hustota zalidnění |
| ------------- | ------------ | ------- | ------------------------- | ----------------- |
| Bonaire       | Kralendijk   | 288 km² | 20 104                    | 70 ob./km²        |
| Saba          | The Bottom   | 13 km²  | 1 915                     | 147 ob./km²       |
| Svatý Eustach | Oranjestad   | 21 km²  | 3 138                     | 152 ob./km²       |

Na Bonairu panuje tropické suché klima. Jižní část ostrova je rovinatá, naopak na severu se nachází nízké pohoří, nejvyšší bod má výšku 240 m n. m. Po ostrově je rozeseto několik lagun se slanou vodou, které skýtají útočiště pro několik tisíc plameňáků. V blízkosti Bonairu se nachází menší ostrov Klein Bonaire (6 km²).
Saba je neaktivní sopka se čtyřmi krátery, které se strmě svažují do moře. Na ostrově se nachází nejvyšší hora Nizozemského království – Mount Scenery – 877 m n. m.
Svatý Eustach je s největší pravděpodobností neaktivní vulkán s kráterem na jihovýchodě ostrova. Kráter se jmenuje The Quill a je asi dvě stě tisíc let starý. Na sever od kráteru je vyvřelá hornina a zbytek nížinaté krajiny.

## Galerie

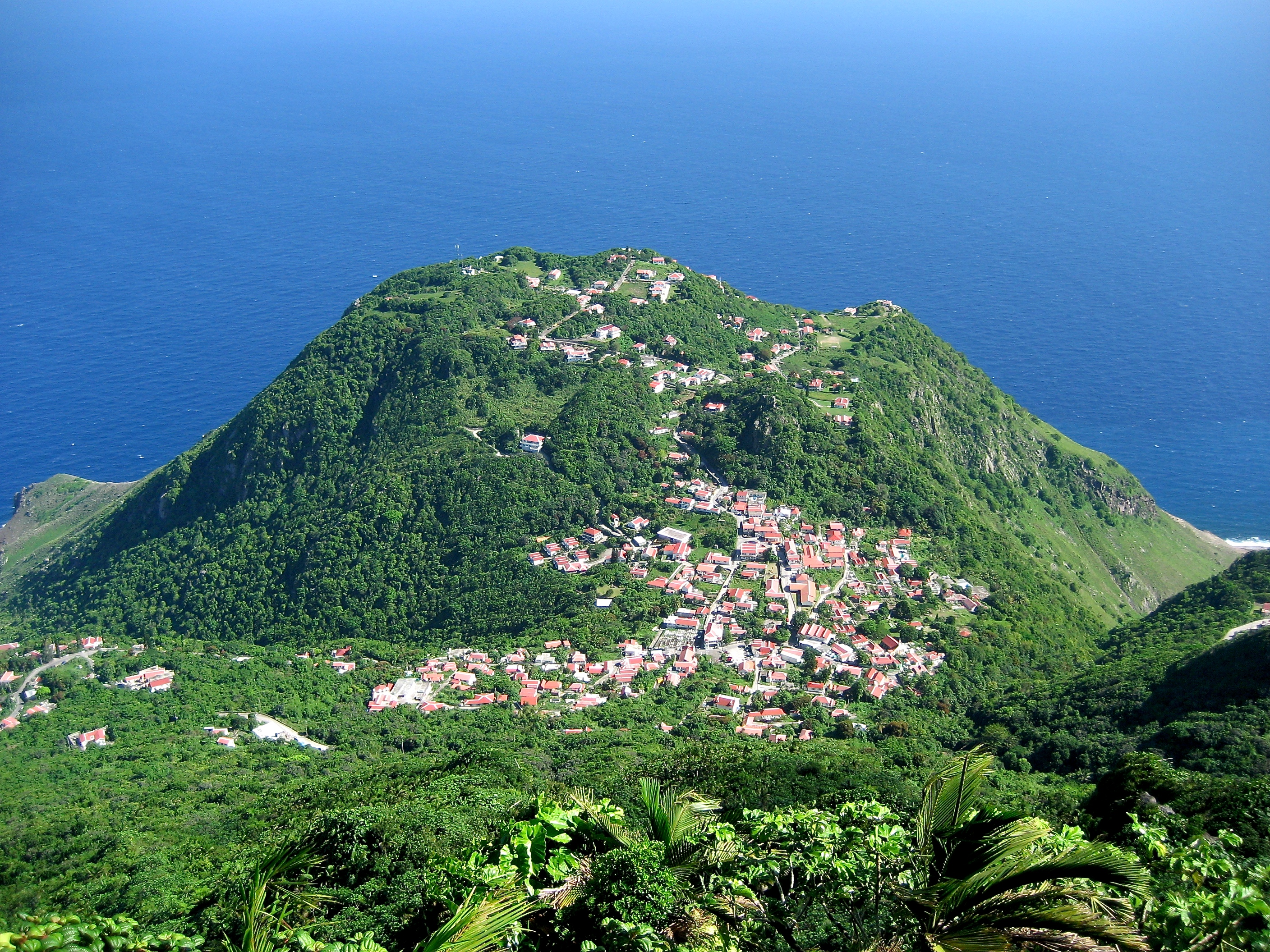
Výhled na část Saby
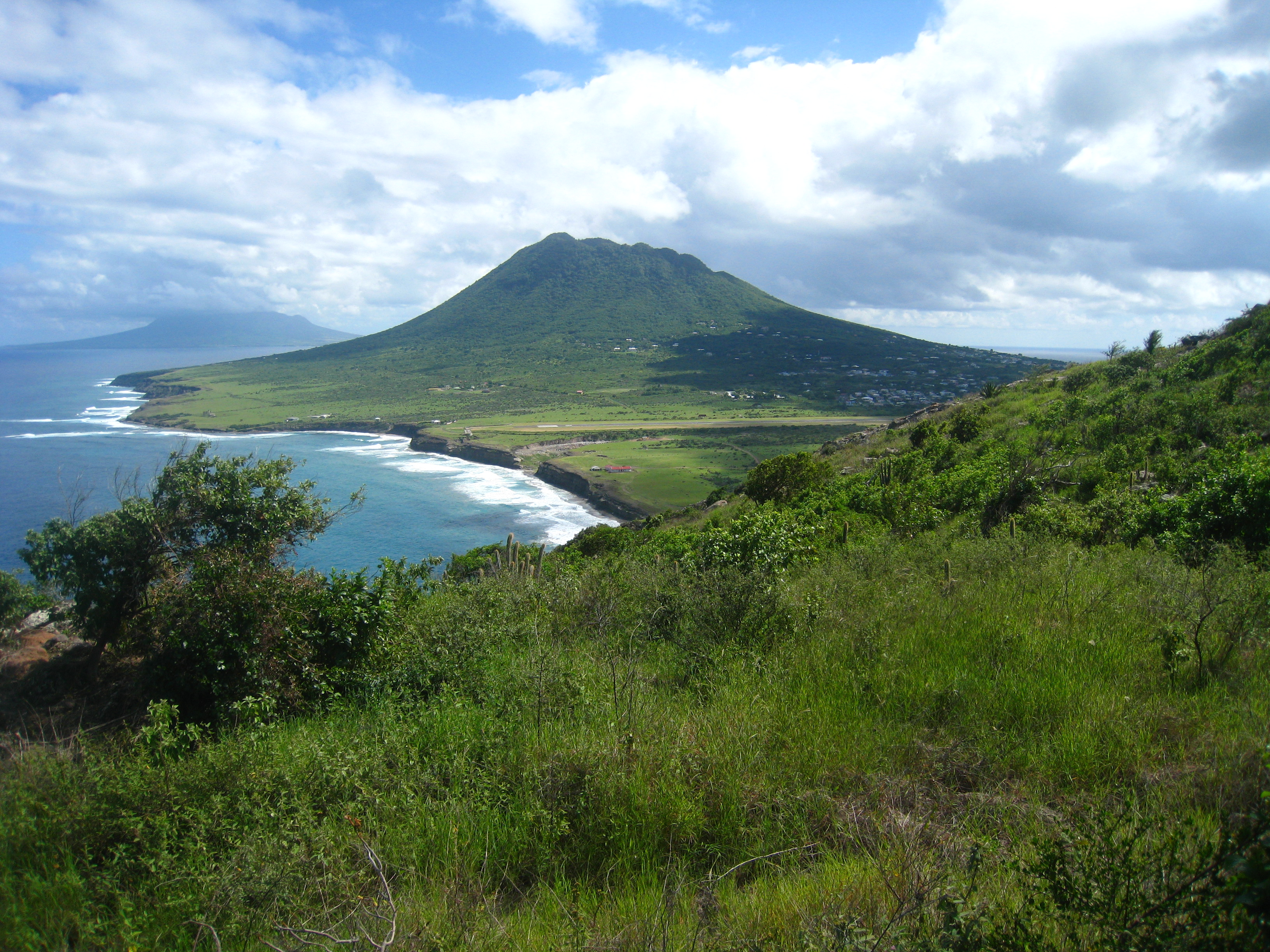
Ostrov Svatý Eustach
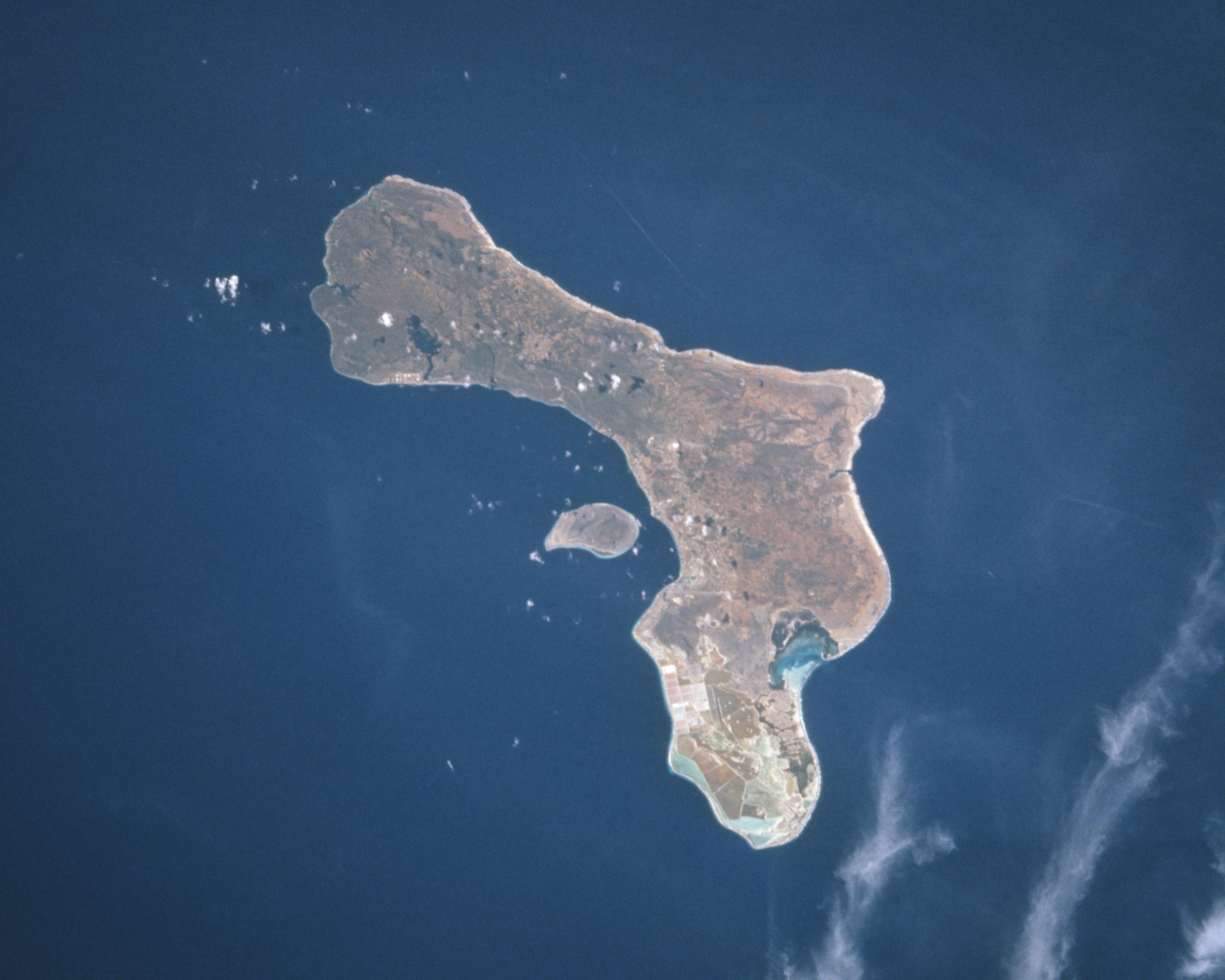
Satelitní snímek Bonaire
Mapa evropského a karibského Nizozemska